# Zornia microphylla
Zornia microphylla är en ärtväxtart som beskrevs av Nicaise Auguste Desvaux. Zornia microphylla ingår i släktet Zornia och familjen ärtväxter. Inga underarter finns listade i Catalogue of Life.